# Мирний (Єгор'євський район)
Ми́рний (рос. Мирный) — селище у складі Єгор'євського району Алтайського краю, Росія. Входить до складу Первомайської сільської ради.

## Населення
Населення — 262 особи (2010; 375 у 2002).
Національний склад (станом на 2002 рік):
- росіяни — 92 %